# Paris Masters 2007 - Qualificazioni singolare
Le qualificazioni del singolare  del Paris Masters 2007 sono state un torneo di tennis preliminare per accedere alla fase finale della manifestazione. I vincitori dell'ultimo turno sono entrati di diritto nel tabellone principale. In caso di ritiro di uno o più giocatori aventi diritto a questi sono subentrati i lucky loser, ossia i giocatori che hanno perso nell'ultimo turno ma che avevano una classifica più alta rispetto agli altri partecipanti che avevano comunque perso nel turno finale.
Le qualificazioni del torneoParis Masters  2007 prevedevano 24 partecipanti di cui 6 sono entrati nel tabellone principale.

## Teste di serie
1. Thomas Johansson (ultimo turno)
2. Juan Martín del Potro (Qualificato)
3. Olivier Rochus (primo turno)
4. Michael Berrer (primo turno)
5. Andreas Seppi (Qualificato)
6. José Acasuso (ultimo turno)

1. Sam Querrey (Qualificato)
2. Josselin Ouanna (primo turno)
3. Janko Tipsarević (Qualificato)
4. Nicolás Lapentti (primo turno)
5. Vince Spadea (Qualificato)
6. Nicolás Massú (ultimo turno)

## Qualificati
1. Vince Spadea
2. Juan Martín del Potro
3. Janko Tipsarević

1. Tejmuraz Gabašvili
2. Andreas Seppi
3. Sam Querrey

## Tabellone

### Legenda
| - Q = Qualificato - WC = Wild card - LL = Lucky loser | - ALT = Alternate - SE = Special Exempt - PR = Protected Ranking | - w/o = Walkover - r = Ritirato - d = Squalificato |

### Sezione 1
|  | Primo turno | Primo turno      | Primo turno  | Primo turno | Primo turno |  |  | Ultimo turno | Ultimo turno     | Ultimo turno     | Ultimo turno | Ultimo turno |  |
|  |             |                  |              |             |             |  |  |              |                  |                  |              |              |  |
|  | 1           | Thomas Johansson | 6            | 4           | 6           |  |  |              |                  |                  |              |              |  |
|  |             | Simone Bolelli   | 3            | 6           | 4           |  |  | 1            | Thomas Johansson | Thomas Johansson | 65           | 2            |  |
|  | 11          | Vince Spadea     | Vince Spadea | 6           | 7           |  |  | 11           | Vince Spadea     | Vince Spadea     | 7            | 6            |  |
|  |             | Iván Navarro     | Iván Navarro | 1           | 6           |  |  |              |                  |                  |              |              |  |

### Sezione 2
|  | Primo turno | Primo turno            | Primo turno            | Primo turno | Primo turno |  |  | Ultimo turno | Ultimo turno          | Ultimo turno | Ultimo turno | Ultimo turno |  |
|  |             |                        |                        |             |             |  |  |              |                       |              |              |              |  |
|  | 2           | Juan Martín del Potro  | Juan Martín del Potro  | 6           | 6           |  |  |              |                       |              |              |              |  |
|  |             | Guillermo García López | Guillermo García López | 3           | 4           |  |  | 2            | Juan Martín del Potro | 65           | 7            | 6            |  |
|  | 12          | Nicolás Massú          | 3                      | 6           | 7           |  |  | 12           | Nicolás Massú         | 7            | 63           | 3            |  |
|  |             | Édouard Roger-Vasselin | 6                      | 3           | 5           |  |  |              |                       |              |              |              |  |

### Sezione 3
|  | Primo turno | Primo turno      | Primo turno     | Primo turno | Primo turno |  |  | Ultimo turno | Ultimo turno     | Ultimo turno | Ultimo turno | Ultimo turno |  |
|  |             |                  |                 |             |             |  |  |              |                  |              |              |              |  |
|  |             | Kristof Vliegen  | Kristof Vliegen | 6           | 6           |  |  |              |                  |              |              |              |  |
|  | 3           | Olivier Rochus   | Olivier Rochus  | 3           | 4           |  |  |              | Kristof Vliegen  | 4            | 7            | 4            |  |
|  | 9           | Janko Tipsarević | 3               | 6           | 7           |  |  | 9            | Janko Tipsarević | 6            | 68           | 6            |  |
|  |             | Jérôme Haehnel   | 6               | 3           | 63          |  |  |              |                  |              |              |              |  |

### Sezione 4
|  | Primo turno | Primo turno        | Primo turno     | Primo turno | Primo turno |  |  | Ultimo turno       | Ultimo turno       | Ultimo turno       | Ultimo turno | Ultimo turno |  |
|  |             |                    |                 |             |             |  |  |                    |                    |                    |              |              |  |
|  |             | Tejmuraz Gabašvili | 2               | 7           | 6           |  |  |                    |                    |                    |              |              |  |
|  | 4           | Michael Berrer     | 6               | 5           | 3           |  |  | Tejmuraz Gabašvili | Tejmuraz Gabašvili | Tejmuraz Gabašvili | 6            | 6            |  |
|  |             | Josselin Ouanna    | Josselin Ouanna | 6           | 6           |  |  | Josselin Ouanna    | Josselin Ouanna    | Josselin Ouanna    | 2            | 1            |  |
|  | 8           | Jonas Björkman     | Jonas Björkman  | 2           | 2           |  |  |                    |                    |                    |              |              |  |

### Sezione 5
|  | Primo turno | Primo turno      | Primo turno      | Primo turno | Primo turno |  |  | Ultimo turno | Ultimo turno     | Ultimo turno     | Ultimo turno | Ultimo turno |  |
|  |             |                  |                  |             |             |  |  |              |                  |                  |              |              |  |
|  | 5           | Andreas Seppi    | Andreas Seppi    | 6           | 7           |  |  |              |                  |                  |              |              |  |
|  |             | Maks Mirny       | Maks Mirny       | 2           | 6           |  |  | 5            | Andreas Seppi    | Andreas Seppi    | 6            | 6            |  |
|  |             | Nicolás Lapentti | Nicolás Lapentti | 6           | 6           |  |  |              | Nicolás Lapentti | Nicolás Lapentti | 4            | 2            |  |
|  | 10          | Benjamin Becker  | Benjamin Becker  | 3           | 3           |  |  |              |                  |                  |              |              |  |

### Sezione 6
|  | Primo turno | Primo turno  | Primo turno  | Primo turno | Primo turno |  |  | Ultimo turno | Ultimo turno | Ultimo turno | Ultimo turno | Ultimo turno |  |
|  |             |              |              |             |             |  |  |              |              |              |              |              |  |
|  | 6           | José Acasuso | José Acasuso | 6           | 6           |  |  |              |              |              |              |              |  |
|  |             | Gary Lugassy | Gary Lugassy | 3           | 2           |  |  | 6            | José Acasuso | José Acasuso | 68           | 3            |  |
|  | 7           | Sam Querrey  | 6            | 4           | 7           |  |  | 7            | Sam Querrey  | Sam Querrey  | 7            | 6            |  |
|  |             | David Guez   | 4            | 6           | 5           |  |  |              |              |              |              |              |  |